# Mike Green (cestista 1951)
Michael Kenneth Green, detto Mike (McComb, 6 agosto 1951 – 25 settembre 2018), è stato un cestista statunitense, professionista nella ABA e nella NBA.

## Carriera
Venne selezionato dai Seattle SuperSonics al primo giro del Draft NBA 1973 (4ª scelta assoluta).

## Palmarès
- ABA All-Rookie Team (1974)
- ABA All-Star Game: 1

1975
- Settimo per numero di stoppate di sempre ABA
- Ottavo migliore giocatore di sempre per stoppate a partita ABA in regular season (1,8 stoppate a partita)
- Trentaseiesimo miglior giocatore per palle rubate di sempre ABA